# Parafia św. Marcina w Szkaradowie
Parafia św. Marcina Bpa w Szkaradowie – parafia rzymskokatolicka, znajdująca się w archidiecezji poznańskiej, w dekanacie jutrosińskim.